# Manuel Aaron
Manuel Aaron (ur. 30 grudnia 1935 w Taungngu w Birmie) – szachista indyjski.

## Kariera szachowa
Pierwszy indyjski mistrz międzynarodowy (tytuł otrzymał w 1961 roku). Dziewięciokrotnie zdobył mistrzostwo Indii: 1959, 1961, 1969, 1971, 1972, 1973, 1974, 1976 i 1981. Jedenastokrotnie wygrał mistrzostwa stanu Madras (od 1968 Tamil Nadu) (1957–1982). Zajął czwarte miejsce na Mistrzostwach Wspólnoty Narodów (Commonwealth) w Hongkongu w 1984 roku.
Na przełomie lat 1960/61 otrzymał prawo gry w turnieju międzystrefowym w Sztokholmie po pokonaniu mistrza Mongolii, Momo (3:1) i mistrza Australii Cecila Purdy'ego (3:0). W turnieju tym zajął ostatnie, XXIII miejsce. Aaron trzykrotnie (w tym 2 razy na I szachownicy) reprezentował zespół Indii na olimpiadach szachowych, w latach 1960, 1962 i 1964. Wsławił się sensacyjnym zwycięstwem nad Maxem Euwe na olimpiadzie w Lipsku w 1960 roku. Aaron prowadził również zespół Indii podczas II Mistrzostw Azji w Auckland w 1977, a także w Hangzhow cztery lata później.
Najwyższy ranking w karierze osiągnął 1 stycznia 1981 r., z wynikiem 2415 punktów zajmował wówczas 1. miejsce wśród indyjskich szachistów. W 1961 został uhonorowany nagrodą Arjuna Award.